# Просницьке сільське поселення
Про́сницьке сільське поселення (рос. Просницкое сельское поселение) — адміністративна одиниця у складі Кірово-Чепецького району Кіровської області Росії. Адміністративний центр поселення — село Просниця.

## Історія
Станом на 2002 рік на території сучасного поселення існували такі адміністративні одиниці:
- Просницький сільський округ (села Волма, Ільїнське, селища № 1, 1002 км, Бумкомбінат, Васькіно, Просниця, присілки Барінці, Бяково, Васькінці, Векшино, Верхні Малюгани, Долгани, Єдіненіє, Железовка, Золотухіно, Катаєвці, Лимонови, Лобань, Ложкіни, Лопатіно, Макаровці, Маклаки, Нижні Малюгани, Окішеви, Отяцьке, Погудінці, Плетені, Пронькінці, Родигінці, Сметанніки, Солоково, Татарщина, Тюлькінці)

Поселення було утворене згідно із законом Кіровської області від 7 грудня 2004 року № 284-ЗО у рамках муніципальної реформи шляхом перетворення Просницького сільського округу.

## Населення
Населення поселення становить 3419 осіб (2017; 3413 у 2016, 3380 у 2015, 3469 у 2014, 3369 у 2013, 3304 у 2012, 3066 у 2010, 3364 у 2002).

## Склад
До складу поселення входять 34 населених пунктів:
| Населений пункт           | Населення, осіб (2002) | Населення, осіб (2010) |
| ------------------------- | ---------------------- | ---------------------- |
| №1, селище                | 0                      | 1                      |
| 1002 км, селище           | 9                      | 2                      |
| Барінці, присілок         | 0                      | 0                      |
| Бумкомбінат, селище       | 196                    | 188                    |
| Бяково, присілок          | 2                      | 10                     |
| Васькіно, присілок        | 147                    | 117                    |
| Васькінці, присілок       | 7                      | 14                     |
| Векшино, присілок         | 125                    | 113                    |
| Верхні Малюгани, присілок | 0                      | 3                      |
| Волма, присілок           | 7                      | 0                      |
| Долгани, присілок         | 5                      | 5                      |
| Єдіненіє, присілок        | 0                      | 7                      |
| Железовка, присілок       | 10                     | 2                      |
| Золотухіно, присілок      | 0                      | 4                      |
| Ільїнське, село           | 90                     | 95                     |
| Катаєвці, присілок        | 0                      | 8                      |
| Лимонови, присілок        | 3                      | 7                      |
| Лобань, присілок          | 2                      | 10                     |
| Ложкіни, присілок         | 0                      | 5                      |
| Лопатіно, присілок        | 0                      | 2                      |
| Макаровці, присілок       | 0                      | 0                      |
| Маклаки, присілок         | 3                      | 13                     |
| Нижні Малюгани, присілок  | 1                      | 4                      |
| Окішеви, присілок         | 0                      | 10                     |
| Отяцьке, присілок         | 0                      | 0                      |
| Погудінці, присілок       | 187                    | 146                    |
| Плетені, присілок         | 2                      | 0                      |
| Пронькінці, присілок      | 15                     | 11                     |
| Просниця, селище          | 2497                   | 2235                   |
| Родигінці, присілок       | 12                     | 7                      |
| Сметанніки, присілок      | 7                      | 7                      |
| Солоково, присілок        | 9                      | 5                      |
| Татарщина, присілок       | 0                      | 0                      |
| Тюлькінці, присілок       | 28                     | 35                     |